# Knocks (Regensburger Vorwaldwiesen)
Knocks ist die Bezeichnung für die in der Gegend um Brennberg und Altenthann gefundenen kleineren und größeren Felsen bzw. Felsengruppen. Sie befinden sich im Gebiet des Regensburger Vorwald und sind von der Form kissen- oder sackförmig und aus Granit. Die Steine wurden über lange Zeit durch Wind und Wetter geformt. Es wurden dadurch Schichten abgetragen und die Steine an Klüften gespalten. Dieser als Wollsackverwitterung bezeichnete Effekt ließ die härteren Gesteinsschichten übrig. Kleine Steine wurden aus den Flächen ausgesammelt und zu „Buchsn“ angehäuft. Einige wurden im Rahmen von Flurbereinigungen abtransportiert oder gesprengt.
Diese Felsen bilden, wenn sie freistehend sind und nicht von Gehölz überwuchert werden, kleine Ökosysteme. Auf den Steinen konnten 32 Moose und 54 Flechtenarten nachgewiesen werden, von denen 18 auf der roten Liste stehen, da sie vom Aussterben bedroht sind. Im Bereich der Tiere finden sich auch viele geschützte und gefährdete Arten. Diese speziellen Ökosysteme sind gefährdet durch Dünge- und/oder Pflanzenschutzmittel, da Flechten und Moose auf kargen Untergrund angewiesen sind. Auch Überdeckungen mit Laub- und Nadelmaterialen schaden den Flechten und Moosen. Die Schäden sind oftmals schwer erkennbar, da die seltenen Arten durch anspruchslosere ersetzt werden.
Oftmals haben diese Felsen eigene Namen und spielen in der lokalen Mystik eine Rolle. Bei einigen sind auf den Felsen Bearbeitungen zu finden, so dass man davon ausgehen kann, dass sie kultischen Zwecken dienten. Die Opfersteine bei Süssenbach und im Heiligenholz bei Bruckbach sind als Geotope unter Schutz gestellt.